# Linea Aizu Kinugawa
La linea Aizu Kinugawa (会津鬼怒川線?, Aidzu Kinugawa-sen) è una linea ferroviaria regionale a scartamento ridotto situata quasi interamente nella prefettura di Tochigi, tranne che per un breve segmento terminale in quella di Fukushima, e collega la città di Nikkō con la cittadina di Minamiaizu dove i treni possono proseguire sulla ferrovia di Aizu della ferrovia di Aizu. È conosciuta anche come Linea Hot Spa (ほっとスパ・ライン?, Hotto Supa Rain)
Spesso la linea viene anche chiamata ferrovia Yagan (野岩鉄道?, Yagan Tetsudō), dal nome della società che la gestisce; questo nome deriva infatti da Shimotsuke (下野) e Iwashiro (岩城), rispettivamente gli antichi nomi delle prefetture di Tochigi e Fukushima, che la ferrovia collega.

## Servizi
La ferrovia, lunga circa 30 km, è interamente a binario singolo e a trazione elettrica, e possiede 9 stazioni. Oltre ai locali, fermanti in tutte le stazioni, sulla linea circolano anche treni turistici "torokko", rapidi e espressi limitati delle Ferrovie Tōbu diretti a Tokyo (chiamati Sky Tree Train Aizu-gō).

## Stazioni
- Tutti i treni fermano presso le stazioni indicate da "●";
- Il treno rapido salta la stazione di Ojika-Kōgen

| Stazione                       | Giapponese       | Distanza | Distanza | Collegamenti        | Posizione  | Posizione |
| Stazione                       | Giapponese       | Interst. | Totale   | Collegamenti        | Posizione  | Posizione |
| ------------------------------ | ---------------- | -------- | -------- | ------------------- | ---------- | --------- |
| Shin-Fujiwara                  | 新藤原           | -        | 0.0      | Linea Tōbu Kinugawa | Nikkō      | Tochigi   |
| Ryūōkyō                        | 龍王峡           | 1.7      | 1.7      |                     | Nikkō      | Tochigi   |
| Kawaji-Onsen                   | 川治温泉         | 3.1      | 4.8      |                     | Nikkō      | Tochigi   |
| Kawaji-Yumoto                  | 川治湯元         | 1.2      | 6.0      |                     | Nikkō      | Tochigi   |
| Yunishigawa-Onsen              | 湯西川温泉       | 4.3      | 10.3     |                     | Nikkō      | Tochigi   |
| Nakamiyori-Onsen               | 中三依温泉       | 6.5      | 16.8     |                     | Nikkō      | Tochigi   |
| Kamimiyori-Shiobara Onsenguchi | 上三依塩原温泉口 | 4.2      | 21.0     |                     | Nikkō      | Tochigi   |
| Ojika-Kōgen                    | 男鹿高原         | 4.0      | 25.0     |                     | Nikkō      | Tochigi   |
| Aizukōgen-Ozeguchi             | 会津高原尾瀬口   | 5.7      | 30.7     | Ferrovia di Aizu    | Minamiaizu | Fukushima |